# Edna Hughes
Edna Hughes, née le 1er août 1916 à Walsall et morte le 17 novembre 1990 à Borth, est une nageuse britannique.

## Carrière
Edna Hughes participe aux Jeux olympiques d'été de 1932 à Los Angeles et remporte la médaille de bronze dans l'épreuve du 4 × 100 m nage libre avec Margaret Cooper, Helen Varcoe et Elizabeth Davies.

## Palmarès

### Championnats d'Europe
- Championnats d'Europe 1934 à Magdebourg ( Reich allemand)
  -  Médaille de bronze du relais 4 × 100 m nage libre.